# Kirjat Amal
Kirjat Amal (hebrejsky: קריית עמל, v přepisu do angličtiny: Kiryat Amal) byla vesnice v Izraeli, v Haifském distriktu začleněná roku 1958 do města Kirjat Tiv'on.
Nachází se v nadmořské výšce cca 120 metrů na pahorcích, které jsou nejzazším výběžkem Dolní Galileji, situovaných na rozhraní Zebulunského a Jizre'elského údolí. Na západ od bývalé obce terén klesá do údolí řeky Kišon, na jejímž protějším břehu se zvedá prudký svah pohoří Karmel. Leží cca 16 kilometrů jihovýchodně od Haify. Na dopravní síť je napojena hustou sítí místních komunikací a dálnice číslo 75.
Vesnice byla založena roku 1937, konkrétně 9. září 1937 skupinou osadníků z Haify. Po čase zde začala výstavba trvalých zděných domů.
V roce 1958 došlo ke sloučení dosud samostatných obcí Tiv'on, Elroj a Kirjat Amal do jednoho města, které získalo název Kirjat Tiv'on.